# Paisley (Écosse)
Pour les articles homonymes, voir Paisley.
Paisley (gaélique écossais (gd) : Pàislig) est une ville (et ancien burgh) d'Écosse située dans les Lowlands d'Écosse. Elle est située de chaque côté de la rivière Cart, au nord de Gleniffer Braes, approximativement à 11,1 kilomètres à l'ouest-sud-ouest de Glasgow. C'est le centre administratif du council area, de la région de lieutenance et ancien comté de Renfrewshire. De 1975 à 1996, elle était la capitale administrative du district de Renfrew, au sein de la région du Strathclyde.
L'abbaye de Paisley fut fondée durant le XIIe siècle. Une bourgade commença à se former autour de celle-ci. Elle reçut une charte royale de bourg en 1488. Elle devint connue aux XVIIe et XIXe siècles pour sa production textile, en particulier pour un motif qui porte son nom (voir Paisley (motif)). Paisley figure maintenant parmi les plus grandes municipalités d'Écosse par le nombre d'habitants, devant East Kilbride (pop. 73 796) mais derrière Glasgow, Édimbourg, Aberdeen et Dundee.

## Histoire
L'origine du nom Paisley est incertaine. Certaines sources donnent comme explication les termes brittoniques Pasgill pour pâturage ou passeleg pour basilique (dans le sens d'église majeure). Certains autres le terme de gaélique écossais Pæssa du vieil anglais pour clairière. Le nom de la ville s'écrivait Pasilege dans un texte de 1182 et Paslie dans un autre de 1214. Les moines s'établirent à Paisley au XIIe siècle à cause de la proximité d'une chute, à un endroit où la légende veut que le moine irlandais saint Mirin aurait construit une chapelle. Elle aurait été un centre de pèlerinage de ce saint durant l'époque du Royaume de Strathclyde mais la documentation manque pour corroborer cela. Un prieuré de Cluny y fut établi en 1163 par Walter Fitzalan et en 1245, il fut élevé au rang d'abbaye.  Cette dernière existe toujours et a été restaurée comme une paroisse de l'Église d'Écosse. Ses bâtiments, et ceux du palais adjacent, proviennent du cloître médiéval.
L'abbaye de Paisley fut importante sous les familles royales des Bruce et des Stuart. Le roi Robert III (1390-1406) y fut enterré mais son tombeau a disparu. Par contre, celui de la princesse Marjorie Bruce (1296-1316), ancêtre des Stewart, est l'un des seuls en Écosse à avoir survécu à la Réforme. Le village prospéra sous Jacques II d'Écosse alors que ce dernier unifia le pays ce qui favorisa les échanges commerciaux. En 1488, Jacques IV en fit un Bourg royal et le siège d'un baronnage.
La première école y fut fondée en 1577 par le conseil municipal. Au milieu du XVIIIe siècle, le tissage devint l'industrie principale de la ville et fut connu pour le motif qui prit son nom. Les cercles littéraires, que les associations de tisserands fondèrent, lui donnèrent une réputation de ville instruite et radicale. Le poète Robert Tannahill y a d'ailleurs été un tisserand lui-même et elle fut très active durant la guerre des radicaux de 1820.
L'industrie du textile ayant décliné vers la fin du XXe siècle, elle a laissé des traces dans le nom de nombreuses rues et places : Cotton Street (rue du Coton), Thread Street (rue du Fil), Shuttle Street (rue de la Navette [du tisserand]), Silk Street (rue de la Soie), etc.
Paisley fut aussi connu pour sa construction navale. Le dernier chantier maritime ferma cependant dans les années 1980 mais plusieurs de ces navires sont encore en utilisation à travers l'Europe et le monde. L'industrie de la machinerie textile ferma également avec le déclin des usines de tissage. De nouvelles industries comme celle du whisky sont venues remplacer celles qui ont fermé. Paisley est devenu le centre administratif du district de Renfrew en 1975.

## Architecture

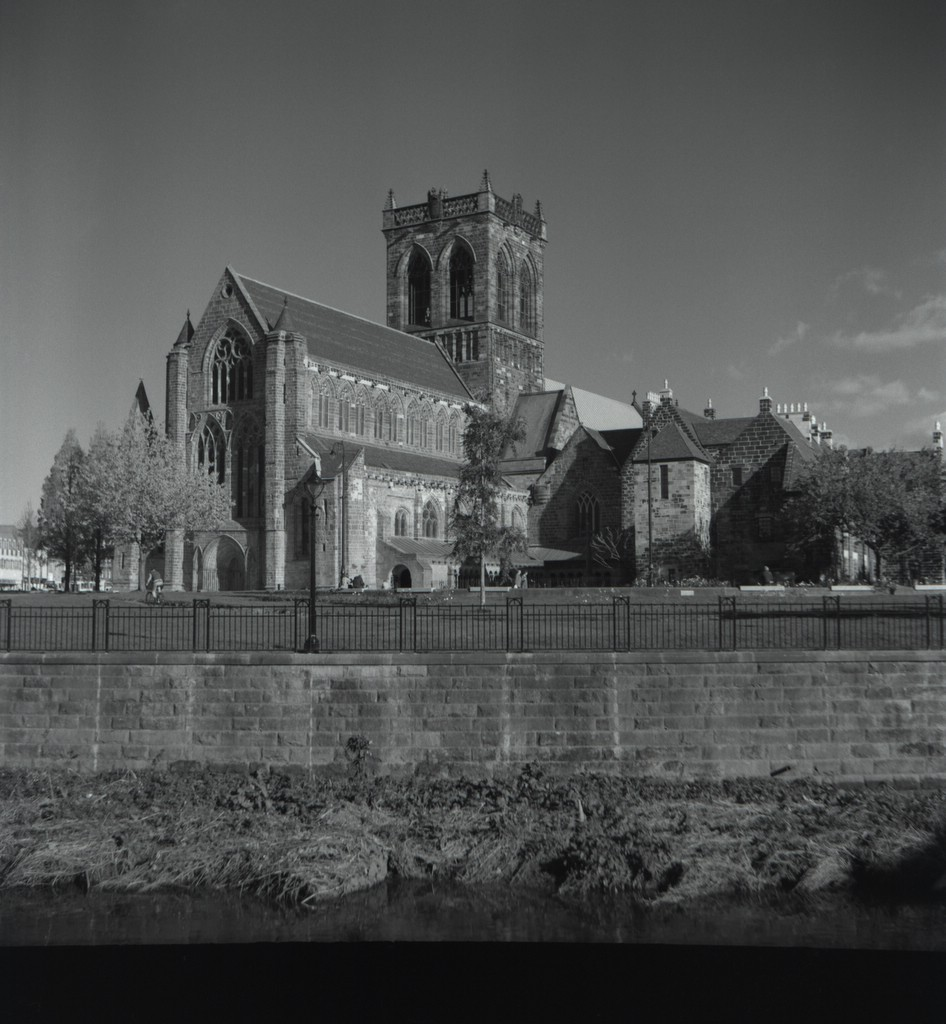
Abbaye de Paisley

On retrouve à Paisley plusieurs exemples intéressants d'architecture dont :
- L'abbaye de Paisley : site des tombeaux de plusieurs rois d'Écosse des XIIIe, XIVe et XVe siècles. La partie Ouest de l'édifice est de style gothique et date du XIIe siècle alors que la partie Est et la tour datent de la fin du XIXe siècle-début XXe siècle en néo-gothique.
- La Thomas Coats Memorial Church est un exemple de néo-gothique qui domine la silhouette de la ville avec son clocher de plus de 60 mètres. Elle est l'œuvre de Hippolyte Jean Blanc[3] et fut inaugurée en 1894. L'extérieur est en grès rouge et l'intérieur est décoré en bois sculpté. On y retrouve un orgue du facteur Hill de 3 040 tuyaux.
- La St Matthews Church est en style Art nouveau. Elle est de l'architecte local W. D. McLennan, un contemporain de Charles Rennie Mackintosh, et construite en 1906.
- Le Russell Institute, construit en 1926[4].
- L'Anchor Mill[5], construit en 1886 et fermé dans les années 1980, est une des usines de textile de la ville à être reconvertie en appartements en 2005. Il est sur la liste des édifices patrimoniaux de catégorie « A »[6] et est un signe du nouveau développement de l'ancien secteur industriel.

## Éducation
La ville a plusieurs institutions éducatives dont quatre écoles secondaires : Paisley Grammar School, Castlehead High School, St Andrew's Academy et Gleniffer High School. Le plus ancien est le Paisley Grammar fondé en 1586. Le Reid Kerr College est un collège d'enseignement supérieur. En 1992, la Paisley Central Institution (fondée en 1896) devint l'université de Paisley. En 2007 l'Université de Paisley fusionne avec le Bell College pour devenir l'Université de l'Écosse de l'ouest.

## Culture, Loisirs et sports
Paisley est l'hôte du PACE Theatre Compan, une des plus grandes compagnies théâtrales pour jeunes en Écosse et au Royaume-Uni. 
Du point de vue sportif, Paisley est le domicile du Saint Mirren Football Club de la première ligue écossaise. L'ancien club de football, Abercorn, y était basé.

## Résidents célèbres
Le surnom des gens du Paisley est Buddie dont voici certains qui ont atteint une certaine célébrité :
- les politiciens Jacqui Lait MP, Colin Campbell MSP ;
- les banquiers Kenyon Wright et Fred Goodwin – président du conseil de la Royal Bank of Scotland ;
- le golfeur Alistair Forsyth ;
- les footballeurs Jimmy Cowan et Jimmy Crapnell sont nés à Paisley respectivement le 16 juin 1926 et le 4 juin 1903 ;
- l'acteur Paul McGillion, né à Paisley le 5 janvier 1969, plus connu pour son rôle du docteur Carson Beckett dans la série La Porte d'Atlantis ;
- John Wilson, l'arrière-grand-père maternel du président Ronald Reagan, est né à Paisley en 1812. Reagan visita la ville en 1991 et assista à un office à la Castlehead Church où certains de ses ancêtres se marièrent et furent enterrés ;
- le journaliste et personnalité télévisuelle Andrew Neil fut éduqué à la Paisley Grammar School ;
- un des signataires de la constitution des États-Unis d'Amérique, John Witherspoon, est né à Gifford (East Lothian) mais vécut à Paisley une bonne partie de sa vie avant de quitter pour le Nouveau Monde pour enseigner à l'université de Princeton. On a érigé une statue en son honneur à l'université de Paisley et une rue porte son nom au centre-ville ;
- l'acteur David Tennant, de son vrai nom David MacDonald, est né à Bathgate mais fut éduqué à Paisley au Ralston Primary et à la Paisley Grammar School. Il est connu pour son rôle dans le téléfilm Casanova et comme le dixième Doctor Who ;
- le poète Robert Tannahill (3 juin, 1774 - 17 mai, 1810) ;
- le chanteur Paolo Nutini, né à Paisley en 1987 ;
- le naturaliste et pionnier Alexander Wilson qui est né à Paisley en 1766.  Il travailla comme tisserand et vendeur itinérant avant d'émigrer en Amérique en 1794 où il s'intéressa aux oiseaux. Il publia neuf tomes de son American Ornithology entre 1808 et 1814. Il y avait des illustrations de 268 espèces d'oiseaux, dont 26 nouvelles, dans ces ouvrages. Il rencontra John James Audubon en 1810 ce qui influença probablement ce dernier à publier ses propres travaux. Wilson meurt en 1813 et il est considéré comme le père de l'ornithologie américaine ;
- le mathématicien, météorologue et psychologue Lewis Fry Richardson enseigna à ce qui est maintenant l'université de Paisley ;
- Le chanteur Gerry Rafferty est né à Paisley et fut éduqué à St Mirin's Academy.
- Le photographe américain d'origine écossaise Alexandre Gardner [1821-1882] principalement connu pour ses portraits du président Abraham Lincoln et ses photographies de la guerre de Sécession.
- Le Dr John Weir, né le 19 octobre 1879 à Paisley fut médecin de plusieurs monarques du XXe siècle.
- L'acteur Gerard Butler est né à Paisley le 13 novembre 1969.Il est connu surtout pour son rôle du roi Léonidas dans le film 300, ainsi que le personnage de Gerry dans le film .

- l'acteur Paul Telfer connu pour le rôle de Damon Werth dans la série NCIS
- James Peace le compositeur, né à Paisley le 28 septembre, 1963